# Carl Ellsworth
Carl Ellsworth est un scénariste américain de séries télévisées populaires et de cinéma, né le 28 septembre 1972 à Louisville (Kentucky), reconnu par les séries telles Buffy contre les vampires, Xena Princesse guerrière, et pour avoir conçu les scénarios de Red Eye, Paranoïak (Disturbia) et La dernière Maison sur la gauche (The Last House on the Left).

## Biographie
Carl Ellsworth sort du lycée en 1990 et étudie ensuite le cinéma à la Southern Illinois University (en). Il travaille d'abord comme assistant de production avant de se mettre à écrire des scénarios. Il écrit celui de l'épisode Halloween pour Buffy contre les vampires mais n'est ensuite pas retenu par Joss Whedon pour intégrer Mutant Enemy.
Son premier scénario écrit pour le cinéma est Red Eye : Sous haute pression (2005). En 2015, il est engagé pour écrire le scénario d'un projet de remake de Gremlins.

## Filmographie

### Cinéma
- 2005 : Red Eye : Sous haute pression (Red Eye) de Wes Craven
- 2007 : Paranoïak (Disturbia) de D. J. Caruso
- 2009 : La Dernière Maison sur la gauche (The Last House on the Left) de Dennis Iliadis
- 2012 : L'Aube rouge (Red Dawn) de Dan Bradley
- 2015 : Chair de poule, le film (Goosebumps) de Rob Letterman (participation non créditée)
- 2020 : Enragé (Unhinged) de Derrick Borte

### Télévision
- 1997 : Buffy contre les vampires (série télévisée, saison 2 épisode 6 Halloween)
- 1998-1999 : Animorphs (série télévisée, 3 épisodes)
- 2000 : Godzilla, la série (série télévisée, saison 2 épisode 17)
- 2000 : Xena, la guerrière (série télévisée, saison 5 épisodes 18 et 19)
- 2000-2001 : Cleopatra 2525 (série télévisée, 4 épisodes)
- 2001 : La Légende de Tarzan (série télévisée, saison 1 épisode 13)
- 2010 : Star Wars: The Clone Wars (série télévisée, saison 2 épisode 10)